# Хоккей с шайбой на зимних Олимпийских играх 2026
Соревнования по хоккею с шайбой на зимних Олимпийских играх 2026 года будут проводиться на двух площадках, расположенных в миланском кластере: в «ПалаИталия» и одном из павильонов «Фиера Милано».
В мужском турнире примут участие 12 команд, а в женском — 10. России и Белоруссии запрещено участвовать в международных турнирах под эгидой ИИХФ в 2025 году из-за конфликта на Украине. Решение о продлении запрета на 2026 год ещё не принято.

## Места проведения
| Пала Альпитур | Фиера Милано |
| ------------- | ------------ |
|               | Фиера Милано |
| Милан         |              |

## Мужской турнир
В турнире примут участие двенадцать стран: принимающая сторона (Италия), восемь команд пройдут квалификацию через мировой рейтинг ИИХФ и три — через отборочные турниры. Формат остаётся таким же, как и на предыдущих трёх Олимпийских играх: двенадцать команд делятся на три группы по четыре команды, где каждая команда проводит три матча (по одному с каждым из соперников), после чего проводятся игры на выбывание. Победители групп и лучшая из оставшихся команд напрямую попадают в четвертьфинал. Остальные восемь команд играют отборочные матчи на выбывание, чтобы выйти в четвертьфинал. Победители четвертьфинала выходят в полуфинал, затем победители полуфинальных матчей разыгрывают золотую медаль, а проигравшие — бронзовую.
2 февраля 2024 года ИИХФ объявила о достижении соглашения о том, что игроки Национальной хоккейной лиги (НХЛ) примут участие в Олимпийских играх впервые с 2014 года. Первоначально НХЛ планировала участвовать и в 2022 году, но отказалась из-за пандемии COVID-19.

### Квалификация
Квалификация на мужской турнир на зимних Олимпийских играх 2026 года определялась мировым рейтингом ИИХФ по итогам чемпионата мира 2023. К восьмёрке лучших в рейтинге присоединится сборная принимающей страны и победители трёх отборочных турниров.

### Страны-участницы
Группы были созданы после чемпионата мира 2023 года. Победители первого, второго и третьего отборочных турниров займут оставшиеся места. Их положение будет определяться их квалификационным посевом.
| Группа А                               | Группа B                               | Группа C                            |
| -------------------------------------- | -------------------------------------- | ----------------------------------- |
| - Канада - Швеция - Швейцария - Италия | - Финляндия - Германия - Чехия - Дания | - Франция - США - Словакия - Латвия |

## Женский турнир
В женском турнире будут соревноваться десять команд: принимающая сторона (Италия), шесть команд пройдут квалификацию через мировой рейтинг ИИХФ и три — через отборочные турниры.

### Квалификация
Квалификация на женский турнир зимних Олимпийских игр 2026 года будет определяться мировым рейтингом ИИХФ по итогам чемпионата мира среди женщин 2024 года.

### Страны-участницы
Группы будут сформированы после чемпионата мира среди женщин 2024 года. Победители первого, второго и третьего отборочного турнира займут оставшиеся места. Их положение будет определяться их квалификационным посевом.
| Группа А                                       | Группа B                                        |
| ---------------------------------------------- | ----------------------------------------------- |
| - Канада - США - Финляндия - Чехия - Швейцария | - Франция - Германия - Швеция - Япония - Италия |

## Резюме квалификации / Участвующие НОК
| Страны        | Мужчины | Женщины | Спортсмены |
| ------------- | ------- | ------- | ---------- |
| Германия      | Yes     | Yes     | 48         |
| Дания         | Yes     |         | 25         |
| Италия        | Yes     | Yes     | 48         |
| Канада        | Yes     | Yes     | 48         |
| Латвия        | Yes     |         | 25         |
| Словакия      | Yes     |         | 25         |
| США           | Yes     | Yes     | 48         |
| Финляндия     | Yes     | Yes     | 48         |
| Франция       | Yes     | Yes     | 48         |
| Чехия         | Yes     | Yes     | 48         |
| Швейцария     | Yes     | Yes     | 48         |
| Швеция        | Yes     | Yes     | 48         |
| Япония        |         | Yes     | 23         |
| Всего: 13 НОК | 12      | 10      | 530        |